# Celia Corres
Celia Corres Giner (Terrassa, 22 januari 1964) is een Spaans hockeyster.
Corres werd met de Spaanse ploeg in  1992 in eigen land olympisch kampioen.

## Erelijst
- 1990 – 5e Wereldkampioenschap in Sydney
- 1991 - 6e Champions Trophy Berlijn
- 1992 –  Olympische Spelen in Barcelona